# Battista Guarino
Battista Guarino (latinisiert Baptista Guarinus; * 1434; † 1513) war der jüngste Sohn von Guarino da Verona, dessen Rolle als einer der renommiertesten Humanisten, Pädagogen und Gräzisten der Italienischen Renaissance künftige Schwerpunkte im Leben und Wirken seines Sohnes Guarino vorlenkte.

Guarino war als Lehrer tätig und unterrichtete u. a. Isabella d’Este. Im Alter von 21 Jahren übernahm er 1455 einen Rhetoriklehrstuhl in Bologna. Nach dem Tod seines Vaters 1460 übernahm er dessen Lehrstuhl in Ferrara. Er widmete sich nun intensiv der Emendation antiker Autoren. Bis heute beachtet und in textkritischen Diskussionen des Catull-Edition viel zitiert ist die mit seinen Anmerkungen versehene Catull-Ausgabe, die sein Sohn Alexander Guarinus 1521 in Venedig drucken ließ. Über Guarinis überragende moralische Autorität, außergewöhnliche Bildung und außerordentlichen Vorlesungserfolg berichtet sein Schüler Lilio Gregorio Giraldi (Lilius Gregorius Gyraldus) in seinem 1551 veröffentlichten Schriftstellerkatalog Dialogi duo de poetis nostrorum temporum I,97.
Seine 1459 abgeschlossenes Werk De ordine docendi et studendi („Über die Ordnung des Lehrens und Lernens“) gehört zu den richtungsweisenden pädagogischen und bildungstheoretischen Schriften des Renaissancehumanismus, insofern er im Anschluss an seinen Vater Guarino da Verona und dessen Freund Manuel Chrysolaras auch betonte, wie wichtig das Studium des Griechischen sei. Den enormen Einfluss dieser Schrift bezeugen 15 Editionen zwischen 1474 und 2002.
Guarini verfasste auch Gedichte. Die auch in Deutschland gelesenen Ballade Alda wird vom Drucker Pamphilus Gengenbach (Basel 1517) seinem Vater Guarino da Verona zugeschrieben, die Autorschaft wird aber von der Forschung eher entweder für Tito Vespasiano Strozzi – dessen Name in einigen handschriftlichen Quellen erscheint – oder für Lippius Platesius Ferrariensis vermutet.

## Ausgaben und Übersetzungen
- Baptista Guarinus [...]: De ordine docendi et studendi. In: Craig W. Kallendorf (Hrsg.): Humanist Educational Treatises. Harvard University Press, Cambridge (Massachusetts) 2002, ISBN 0-674-00759-X, S. 260–309 (lateinischer Text und englische Übersetzung)